# Маджестик (1890)
«Маджестик» (RMS Majestic) — британский пароход, принадлежавший компании White Star Line.

## История
Построенный «Harland and Wolff», «Маджестик» был спущен на воду 29 июня 1889 года. Через девять месяцев корабль был готов к отправке в свой первый рейс в марте 1890 года. White Star стремилась профинансировать строительство как «Маджестика», так и «Тевтоника». Через британское правительство было принято предложение с условием, что Королевский флот получит доступ к этим двум лайнерам во время войны. «Маджестик» и её сестра были первыми новыми судами трансатлантического флота «Уайт Стар» с тех пор, как «Британник» и «Германик» вступили в строй в 1874 и 1875 годах. Вместе эти два новых судна заменили стареющие «Балтик» и «Репаблик», которые находились в строю «Уайт Стар» с 1872 года и впоследствии были проданы новым владельцам до того, как новые корабли поступили в строй.
2 апреля 1890 года «Маджестик» отправился в свой первый рейс из Ливерпуля в Нью-Йорк. У руководства «Уайт Стар» было сильное желание вернуть себе заветную Голубую ленту Атлантики, награду за самое быстрое пересечение Атлантики. Первое плавание не принесло достаточно хорошего результата, чтобы выиграть голубую ленту у «Сити оф Пари», но во время путешествия на запад между 30 июля и 5 августа 1891 года она достигла этой цели со средней скоростью 20,1 узлов. К сожалению, «Маджестик» удерживал эту честь всего лишь две недели, так как «Тевтоник» завершил переход 19 августа со скоростью 20,35 узла, однако «Сити оф Пари» вернул себе голубую ленту годом позже.
В 1895 году на «Маджестик» был назначен капитаном Эдвард Смит, позже известный как капитан «Титаника». Смит был капитаном «Маджестика» в течение девяти лет. Когда в 1899 году началась Англо-бурская война, Смит и «Маджестик» были призваны для переброски войск в Капскую колонию. Были совершены два рейса в Южную Африку, один в декабре 1899 года и один в феврале 1900 года, причём оба без происшествий. Ещё один товарищ по «Титанику» служил под началом Смита на борту «Маджестика»  —  Чарльз Лайтоллер служил палубным офицером у Смита и позже был самым старшим офицером «Титаника», пережившим крушение.

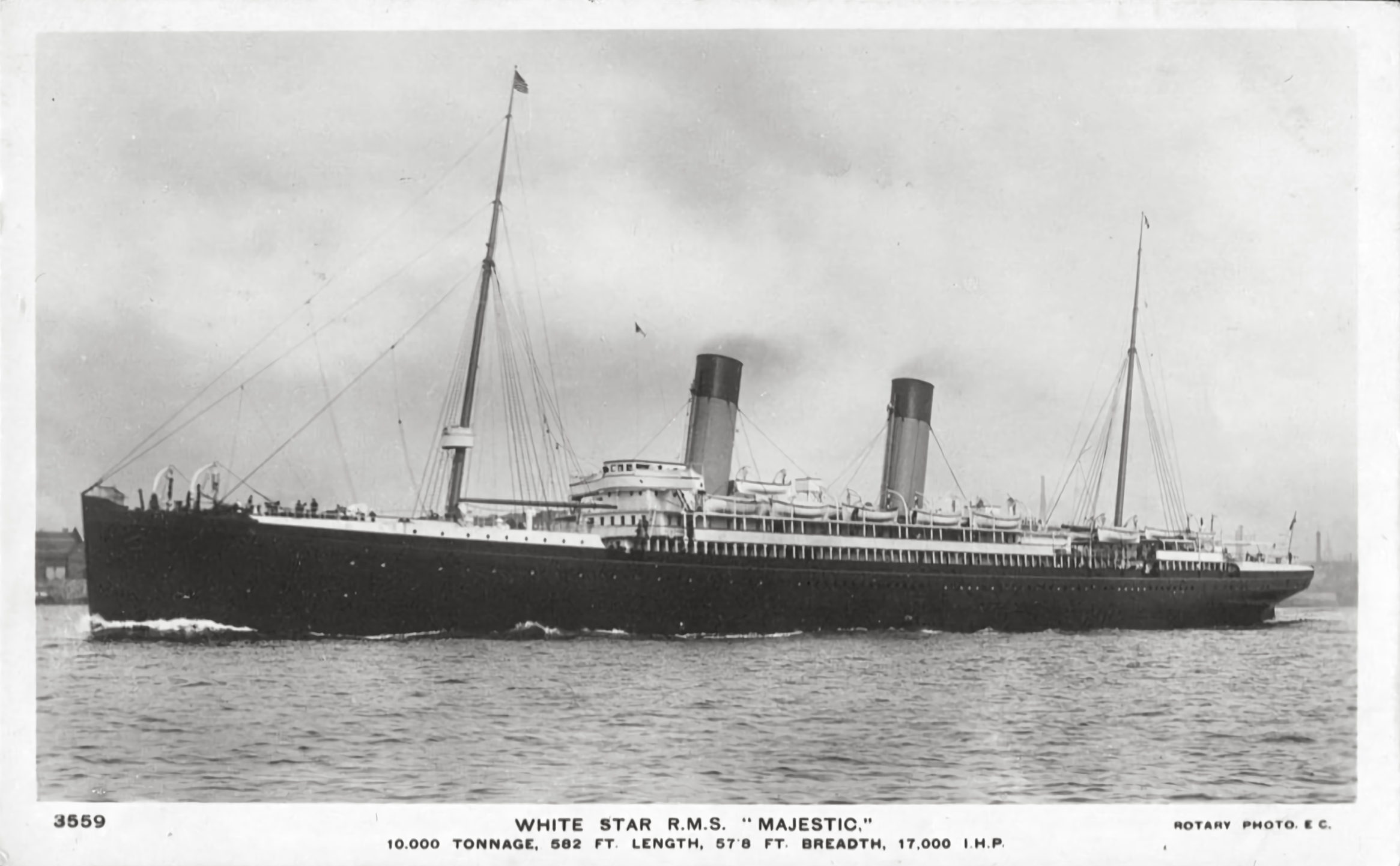
Маджестик после переоборудования в 1902 году.

В 1902—1903 годах судно подверглось переоборудованию, включавшему обновление большей части пассажирских помещений, новые котлы и более высокие трубы, после чего оно вернулось на рейс Ливерпуль-Нью-Йорк. Смит ушёл в качестве капитана в 1904 году, чтобы взять на себя новый «Балтик», тогда самый большой корабль в мире. В 1907 году «Уайт Стар» открыла дополнительный "экспресс", идущий из Саутгемптона в Нью-Йорк через Шербур и Квинстаун, куда были переведены «Маджестик», а также «Океаник», «Тевтоник» и недавно завершённый «Адриатик».
Когда «Олимпик» вступил в строй в 1911 году, «Тевтоник» был снят с Нью-Йоркской линии и переведён на канадскую службу с линией Доминиона. Точно так же, когда «Титаник» появился на сцене в 1912 году, «Маджестик» был снят с Нью-Йоркской службы «Уайт Стар» и назначен резервным судном, ожидающим своего часа в Бидстонском доке Биркенхеда. Когда «Титаник» встретил свою судьбу в апреле 1912 года, «Маджестик» был возвращён в строй, заполнив брешь в трансатлантическом расписании.
17 октября 1913 года судно пришло на помощь французской шхуне «Гаронна», потерпевшей крушение. 14 января 1914 года «Маджестик» отправился в свой последний переход через Атлантику. Вскоре после этого он был продан за 26 700 фунтов стерлингов на металлолом.